# Monacos Grand Prix 1994
Monacos Grand Prix 1994 var det fjärde av 16 lopp ingående i formel 1-VM 1994.

## Resultat
1. Michael Schumacher, Benetton-Ford, 10 poäng
2. Martin Brundle, McLaren-Peugeot, 6
3. Gerhard Berger, Ferrari, 4
4. Andrea de Cesaris, Jordan-Hart, 3
5. Jean Alesi, Ferrari, 2
6. Michele Alboreto, Minardi-Ford, 1
7. JJ Lehto, Benetton-Ford
8. Olivier Beretta, Larrousse-Ford
9. Olivier Panis, Ligier-Renault
10. Érik Comas, Larrousse-Ford
11. Pedro Lamy, Lotus-Mugen Honda

### Förare som bröt loppet
- Johnny Herbert, Lotus-Mugen Honda (varv 68, växellåda)
- Paul Belmondo, Pacific-Ilmor (53, kroppsligt)
- Bertrand Gachot, Pacific-Ilmor (49, växellåda)
- Christian Fittipaldi, Footwork-Ford (47, växellåda)
- David Brabham, Simtek-Ford (45, kollision)
- Mark Blundell, Tyrrell-Yamaha (40, motor)
- Ukyo Katayama, Tyrrell-Yamaha (38, växellåda)
- Eric Bernard, Ligier-Renault (34, snurrade av)
- Rubens Barrichello, Jordan-Hart (27, elsystem)
- Mika Häkkinen, McLaren-Peugeot (0, kollision)
- Damon Hill, Williams-Renault (0, kollision)
- Gianni Morbidelli, Footwork-Ford (0, kollision)
- Pierluigi Martini, Minardi-Ford (0, kollision)
- Heinz-Harald Frentzen, Sauber-Mercedes (0, drog sig tillbaka)

### Förare som ej kvalificerade sig
- Karl Wendlinger, Sauber-Mercedes